# Organisation de la Caisse de prévoyance des salariés
L' Organisation du Fonds de prévoyance des employés (EPFO, pour Employees' Provident Fund Organisation) est l'une des deux principales agences de sécurité sociale relevant du ministère du Travail et de l'Emploi du gouvernement indien et est responsable de la réglementation et de la gestion des fonds de prévoyance en Inde, l'autre étant l'Assurance d'État des employés.
L'EPFO administre le régime de retraite des employés en Inde, qui comprend le fonds de prévoyance obligatoire, un régime de retraite de base et un régime d'assurance invalidité/décès. Elle gère également les accords de sécurité sociale avec d’autres pays. Les travailleurs internationaux sont couverts par les plans EPFO dans les pays où des accords bilatéraux ont été signés. En mai 2021, 19 accords de ce type étaient en vigueur.
L'organe décisionnel suprême de l'EPFO est le Conseil central d'administration (CBT),, un organisme statutaire établi par la loi de 1952 sur le Fonds de prévoyance des employés et les dispositions diverses (EPF&MP). En 2025, plus de 20,6 lakh crore  (300 milliards de dollars américains) étaient sous la gestion de l'EPFO.
Le 1er octobre 2014, le gouvernement indien a lancé un numéro de compte universel pour les employés couverts par l'EPFO afin de permettre la portabilité des numéros du fonds de prévoyance. Dans l’ensemble, il s’agit de l’organisme de sécurité sociale le plus important qui répond aux besoins de retraite de la majorité des Indiens.